# De Tijd
De Tijd (tidigare De Financieel-Economische Tijd, engelska The Times) är en belgisk flamskspråkig (belgisk nederländska) dagstidning med fokus på affärsliv och ekonomi. Tidningen kommer ut fem dagar i veckan, tisdag till lördag, i en upplaga om cirka 38 000 exemplar. I likhet med flera andra affärstidningar trycks den på laxrosa papper. Formatet är broadsheet.
Tidningen grundades 1968 av arbetsgivarorganisationen Vlaams Economisch Verbond, men ingår sedan 2005 i mediegruppen Mediafin, som samägs av två belgiska mediekoncerner.